# Хухрянский сельский совет
Хухрянский сельский совет (укр. Хухрянська сільська рада) входит в состав Ахтырского района Сумской области Украины.
Административный центр сельского совета находится в с. Хухра.

## Населённые пункты совета
- с. Хухра
- с. Перемога
- с. Пылевка